# نورمان هاردي
نورمان هاردي (بالإنجليزية: Norman Hardy)‏ (11 مارس 1892 في المملكة المتحدة - 17 نوفمبر 1923 في المملكة المتحدة) هو لاعب كريكت بريطاني (وحمل سابقاً جنسية المملكة المتحدة لبريطانيا العظمى وأيرلندا). لعب مع نادي مقاطعة سومرست للكريكت ‏.